# Józef Makowiecki
Józef Makowiecki (ur. 1 września 1899 w m. Trepiszczewo, zm. 6 września 1939 pod Brzezinami) – major dyplomowany kawalerii Wojska Polskiego, działacz niepodległościowy, kawaler Orderu Virtuti Militari.

## Życiorys
Urodził się 1 września 1899 w m. Trepiszczewo, w ówczesnym powiecie rosławskim guberni smoleńskiej, w rodzinie Zygmunta i Konstancji z Brodowskich. 
Do Wojska Polskiego został przyjęty z byłych Korpusów Wschodnich i byłej armii rosyjskiej. W maju 1922 został przydzielony do Szwadronu Przybocznego Naczelnika Państwa, który w grudniu tego roku został przemianowany na Szwadron Przyboczny Prezydenta Rzeczypospolitej, na stanowisko dowódcy plutonu. W 1926 nie wziął udziału w przewrocie majowym, gdyż leżał chory w szpitalu. W lipcu 1926 został przeniesiony do 1 Pułku Szwoleżerów. 19 marca 1928 został mianowany rotmistrzem ze starszeństwem z 1 stycznia 1928 i 14. lokatą w korpusie oficerów kawalerii. Z dniem 4 stycznia 1932 został powołany do Wyższej Szkoły Wojennej w Warszawie, w charakterze słuchacza dwuletniego kursu 1931/1933. Po ukończeniu I roku został wysłany na dwuletni kurs we francuskiej Wyższej Szkole Wojennej w Paryżu. Z dniem 1 sierpnia 1934, po ukończeniu studiów i powrocie do kraju, otrzymał tytuł oficera dyplomowanego oraz został przydzielony do Sztabu Głównego. 27 czerwca 1935 został mianowany majorem ze starszeństwem z 1 stycznia 1935 i 8. lokatą w korpusie oficerów kawalerii. W październiku tego roku został wyznaczony na stanowisko szefa sztabu Brygady Kawalerii „Poznań”. W marcu 1939 pełnił służbę w Centrum Wyszkolenia Kawalerii w Grudziądzu. W tym samym roku został przeniesiony do 16 Pułku Ułanów Wielkopolskich w Bydgoszczy na stanowisko I zastępcy dowódcy pułku, lecz już 10 sierpnia został przydzielony do Oddziału III Sztabu Armii „Łódź”.
Jako oficer sztabu armii wziął udział w kampanii wrześniowej. 6 września 1939 około godz. 15.00 został wysłany do dowódcy Grupy Operacyjnej „Piotrków” gen. bryg. Wiktora Thommée z rozkazem operacyjnym nr 6 dowódcy armii. Poległ tego dnia pod Brzezinami w walce z dywersantami, jeszcze przed doręczeniem rozkazu.

## Ordery i odznaczenia
- Krzyż Srebrny Orderu Wojskowego Virtuti Militari – pośmiertnie 29 września 1939 przez dowódcę Armii „Łódź” i „Warszawa” gen. dyw. Juliusza Rómmla[15][18]
- Krzyż Niepodległości – 29 grudnia 1933 „za pracę w dziele odzyskania niepodległości”[19]
- Krzyż Walecznych czterokrotnie[20]
- Srebrny Krzyż Zasługi – 10 listopada 1928 „w uznaniu zasług, położonych na polu pracy w poszczególnych działach wojskowości”[21][22]
- Krzyż Zasługi Wojsk Litwy Środkowej – 3 marca 1926[23]
- Medal Pamiątkowy za Wojnę 1918–1921
- Medal Dziesięciolecia Odzyskanej Niepodległości
- Krzyż Kawalerski Orderu Gwiazdy Rumunii[24]
- Medal Zwycięstwa